# Mon Chéri

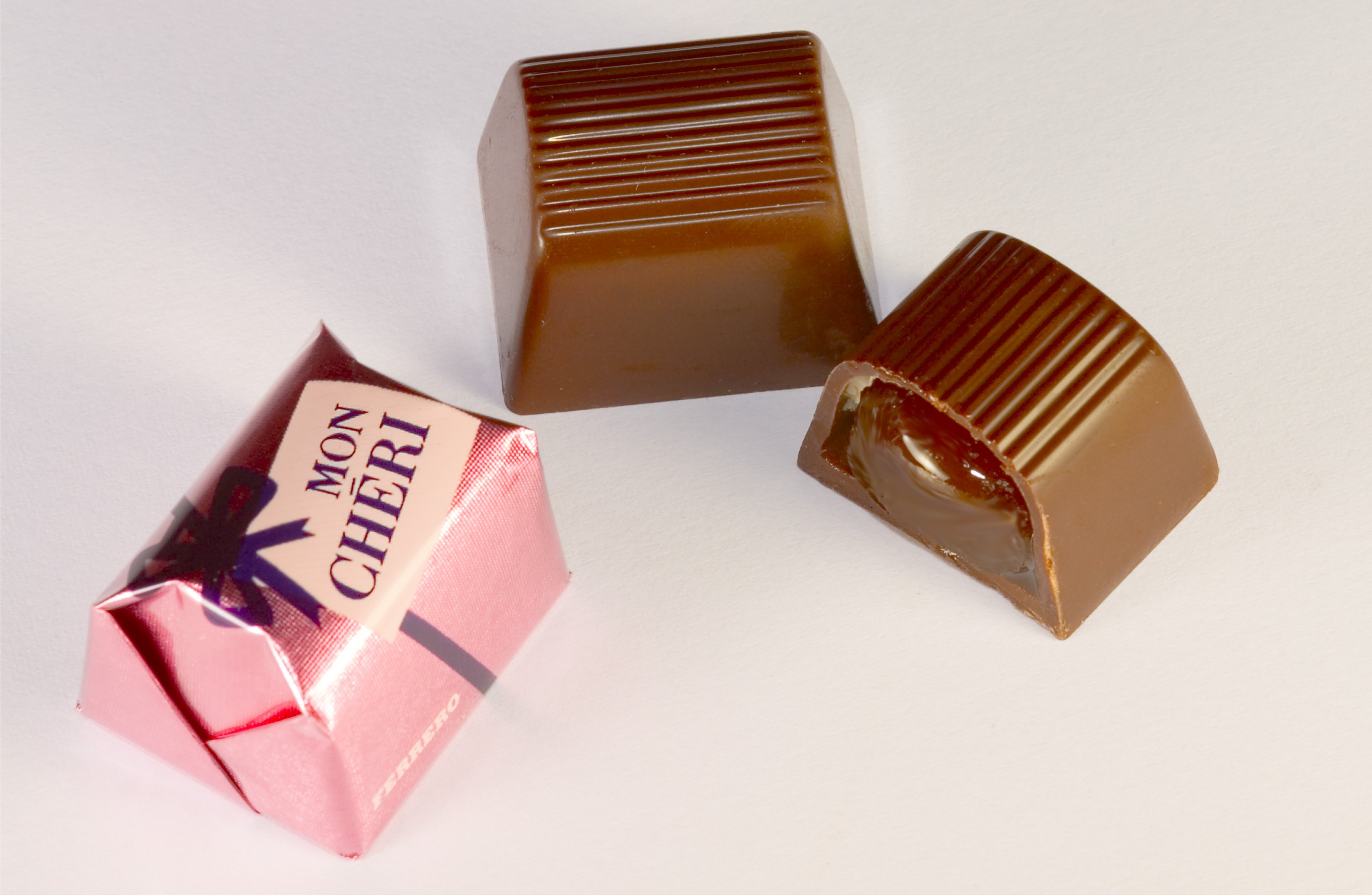
Mon Chéri

Mon Chéri [ˈmõˑʃeˌʀi] (französisch ‚Mein Liebling‘) ist eine mit Likör gefüllte Praline des italienischen Herstellers Ferrero. Das Produkt wird fast weltweit vertrieben. Die äußere Hülle besteht aus Halbbitterschokolade. Diese ist mit Likör und einer sogenannten „Piemont-Kirsche“ gefüllt. Jährlich werden ungefähr 130.000 Tonnen weltweit verzehrt, das sind etwa 12,4 Milliarden einzelne Pralinen.
In den USA vertrieb Ferrero früher unter gleichem Namen ein Produkt mit anderem Inhalt. Dort enthielt Mon Chéri Milchschokolade und eine geröstete Haselnuss (ähnlich dem in Deutschland und Österreich bekannten „Ferrero Küsschen“).

## Geschichte
Mon Chéri gibt es seit den 1950er Jahren, seit 1957 in der Bundesrepublik Deutschland. Im ersten Jahr nach Markteinführung wurden täglich neun Tonnen hergestellt, im zweiten Jahr waren es 20 Tonnen. In den Anfangsjahren wurde die Praline einzeln verkauft. In den 1980er Jahren wurde Mon Chéri von den Schauspielern Paul Hubschmid, Thomas Fritsch und Nadja Tiller sowie der Sängerin Gitte Hænning beworben. Später waren Iris Berben, Ralf Bauer, Howard Carpendale und Katarina Witt bekannte Werbeträger der Marke.

## Inhaltsstoffe
Mon Chéri enthält in der Klassik-Version 49 % Halbbitterschokolade (Zucker, Kakaomasse, Kakaobutter, Emulgator Lecitine (Soja), Vanillin), Zucker, 18 % Kirschen, 13 % Likör (Glukosesirup, Wasser, Alkohol, Zucker, Aromen) und Kakaobutter. Als eine von wenigen Pralinensorten besteht Mon Chéri aus Bitterschokolade, die allenfalls Spuren von Milch enthält, ist also laktosefrei und somit auch für laktoseintolerante Menschen verträglich. Eine Praline wiegt 10,5 Gramm, davon sind etwa 1,4 Gramm (ca. 1,3 cm³) Likör. Aufgrund des Alkoholanteils ist sie für Kinder und alkoholkranke Menschen nicht zu empfehlen. Die unten genannten Produktvarianten haben abweichende Inhaltsstoffe, sind aber alle alkoholhaltig.

## Piemont-Kirsche
Das Wort Piemont-Kirsche ist eine im Markenregister eingetragene Marke. Es ist eine Reminiszenz an die Herkunftsregion der Familie Ferrero, das Piemont im Nordwesten Italiens.
Eine Kirschsorte dieses Namens existiert allerdings nicht. Trotz der Bezeichnung „Piemont“ kommt die Kirsche nicht aus Italien, sondern wird dort eingekauft, wo Ferrero die besten Konditionen erhält. Bekannt wurden bisher drei Herkunftsorte: Polen, Chile und Deutschland. Ein Teil der in der deutschen Produktion verwendeten Kirschen stammt aus der Ortenau (Stand 2022). Die Kirschen aus Chile werden wegen des langen Transportweges früher geerntet als Kirschen anderer Herkunftsländer, da sie zur Verarbeitung fester sein müssen.
Das Fernseh-Verbrauchermagazin markt im WDR Fernsehen konnte 2012 in Erfahrung bringen, dass ein Großteil der Früchte vor allem aus Polen stammt. Laut Ferrero sei für den Verbraucher mit dem Begriff „Piemont-Kirsche“ eine Qualitätsvorstellung verbunden, „die nicht unbedingt mit dem Piemont in Verbindung steht“.
Lange Zeit gab es die fiktive Werbefigur Claudia Bertani, eine „Qualitätsprüferin“, die vorgeblich zu Ende der jeweiligen Sommerpause in der ganzen Welt umherreist, um die besten Kirschen für Mon Chéri auszuwählen, da nur diese zur Piemont-Kirsche werden könnten. Die Werbespots wurden zeitlich zum Ende der „Sommerpause“ passend lanciert und sollten beim Konsumenten einen (gegebenenfalls unbewussten) Verzicht in den vorangegangenen Wochen suggerieren und so eine gewisse Vorfreude wecken.

## Die Ferrero-Sommerpause
Ferrero nutzt die jährliche Produktionsunterbrechung bei Mon Chéri zu Werbezwecken. Laut Hersteller dient die Sommerpause der Qualitätssicherung, da hohe Temperaturen der Qualität des Produktes abträglich seien. Dies bezweifelt allerdings ein Wirtschaftsredakteur des SWR, er verweist u. a. auf die bekannte Tatsache, dass andere Schokoladenhersteller ihre Produkte ganzjährig in den Handel bringen.

## Produktvarianten
Im Jahr 2016 wurde Mon Chéri Sweet Cherry als neue Sorte vorgestellt; laut Herstellerangaben ist sie süßer und fruchtiger.
Seit Ende 2019 wird Mon Chéri Vodka bzw. Mon Chéri Cherry Club Vodka mit Wodka angeboten; die Packung ist schwarz gestaltet.
Ende Oktober 2021 wurde die Sorte Mon Chéri Orange Fusion eingeführt, die mit Orangenlikör gefüllt ist. Diese ist derzeit (November 2024) nicht mehr im Angebot.
Im Jahr 2024 wurde auch die Version Mon Chéri Cherry Club Winter Punsch mit Zimt- und Nelken-Geschmack verkauft.

## Trivia
Das Amtsgericht Frankfurt am Main hat in einem Strafverfahren durch einen Gutachter festgestellt, dass zur Erreichung einer Blutalkoholkonzentration von 1,32 Promille der Verzehr von etwa 132 Mon Chéri-Pralinen erforderlich wäre.